# Yuya Nakamura (fodboldspiller, født 1987)
 For alternative betydninger, se Yuya Nakamura. (Se også artikler, som begynder med Yuya Nakamura)
Yuya Nakamura (født 22. juni 1987) er en tidligere japansk fodboldspiller.
Han har spillet for flere forskellige klubber i sin karriere, herunder Kyoto Sanga FC og V-Varen Nagasaki.